# Richard de Crespigny
Richard Peter Champion de Crespigny (Melbourne, 31 de mayo de 1957) es un piloto y autor australiano de Qantas que se desempeñó como piloto al mando del Vuelo 32 de Qantas y fue ampliamente elogiado por su gestión de recursos de cabina durante la emergencia con su tripulación (primer oficial Matt Hicks , el segundo oficial Mark Johnson, el capitán de refuerzo Harry Wubben y el otro capitán de refuerzo David Evans); a pesar de que el Airbus A380 sufrió una falla en el motor que resultó en daños severos a gran parte de la aeronave, provocando docenas de advertencias ECAM y perforando los tanques de combustible, la tripulación logró aterrizar de manera segura en el Aeropuerto Changi en Singapur. Los pasajeros, los medios de comunicación y la ATSB elogiaron a De Crespigny por su manejo profesional de la emergencia, y en 2016 recibió la Orden de Australia por sus contribuciones a la seguridad de la aviación. Desde entonces ha escrito dos libros: QF32, que detalla el vuelo y sus consecuencias, y ¡VUELA! - los elementos de la resiliencia.

## Carrera militar
De Crespigny decidió que quería convertirse en piloto después de recorrer la base aérea de Point Cook cuando tenía 14 años. Se unió a la RAAF a los 17 años en 1975. Durante su primer vuelo de entrenamiento, el instructor no le impidió poner el avión en una espiral descendente, después de lo cual dejó a De Crespigny para evitar que el avión cayera en picada al suelo solo. El incidente lo dejó aterrorizado pero aumentó su conciencia de los peligros de la complacencia y el error humano en la huida. En 1982 fue destinado a los aviones VIP de la Fuerza Aérea por un corto tiempo, pero pronto se certificó como piloto de helicóptero y fue enviado a El Gorah , Egipto. Si bien fue aceptado en el entrenamiento para volar el F-111 , nunca llegó a convertirse en piloto de combate.

## Aviación Civil
Poco después de dejar la RAAF,  por Qantas en 1986, se tomó un descanso de volar para establecer Aeronaut Industries Pty Ltd (una empresa de software) debido a una recesión en la industria de la aviación que redujo la cantidad de puestos de trabajo disponibles para los pilotos. Durante este período, completó una verificación de vuelo anual durante el receso de dos años. Después de regresar a Qantas por tiempo completo, se preparó para volar el 747-400, habiendo sido anteriormente piloto de los aviones "clásicos" 747-200 y 747-300. En 2004 cambió al Airbus A330 y en 2008 obtuvo la certificación para volar el A380. Se retiró de los vuelos comerciales en 2020 debido a las restricciones vigentes de COVID-19 y la baja demanda de viajes internacionales.

### Qantas 32
El 4 de noviembre de 2010, De Crespigny se desempeñaba como piloto al mando del Vuelo 32 de Qantas mientras también se sometía a una verificación de ruta. El A380 bajo su mando sufrió una falla del motor varios minutos después de salir del aeropuerto Changi de Singapur. A pesar de enfrentarse a más de 50 listas de verificación de advertencia de ECAM y de tener un uso limitado de muchos sistemas críticos en la aeronave, incluidos los frenos, el sistema hidráulico y la electrónica, la tripulación logró llevar el avión de regreso al aeropuerto y realizar un aterrizaje de emergencia. Después de que el motor de aterrizaje número "uno" tuvo que ser apagado por la fuerza con espuma contra incendios antes de que los pasajeros pudieran desembarcar de forma segura, ya que no respondía a las entradas de los controles de vuelo y el agua a presión no lo apagaba. Una vez en la terminal del aeropuerto, tranquilizó a los pasajeros y respondió preguntas.